# Wilhelm-Leuschner-Straße 58 (Griesheim)
Das Gebäude in der Wilhelm-Leuschner-Straße 58, auch: Wagenhalle Griesheim, ist ein denkmalgeschütztes Bauwerk in Griesheim und war früher ein Depot der Straßenbahn Darmstadt.

## Geschichte und Beschreibung
Von 1886 bis 1922 verkehrte zwischen Griesheim und Darmstadt eine Dampfstraßenbahn. In den Jahren 1925 und 1926 wurde auf der gleichen Strecke eine elektrische Straßenbahn eingerichtet. Der ehemalige Betriebsbahnhof der Dampfstraßenbahn wurde durch eine neue Depotanlage mit Empfangsgebäude ersetzt.
Die flache Depothalle besitzt einen breitgezogenen flachen Treppengiebel. Bemerkenswert sind die horizontal profilierten Klinkerwände. Die hohen Holztore haben stehende Rautenfenster. Dieses Stilelement wird im Giebelfeld des anschließenden Bahnhofsgebäudes durch Klinkerstreifen wiederaufgenommen. Heute beherbergt das Gebäude Kultureinrichtungen der Stadt Griesheim.

## Denkmalschutz
Die ehemalige Depothalle ist ein gutes Beispiel für die Architektur von Verkehrsbauten der 1920er Jahre in Südhessen. Aus architektonischen, baukünstlerischen, stadtgeschichtlichen und verkehrstechnischen Gründen steht das Gebäude unter Denkmalschutz.